# Falko Droßmann
 (août 2025).
Si vous disposez d'ouvrages ou d'articles de référence ou si vous connaissez des sites web de qualité traitant du thème abordé ici, merci de compléter l'article en donnant les références utiles à sa vérifiabilité et en les liant à la section « Notes et références ».
En pratique : Quelles sources sont attendues ? Comment ajouter mes sources ?
 (septembre 2021).
Falko Droßmann (né le 11 décembre 1973 à Wipperfürth) est un homme politique allemand membre du Parti social-démocrate d'Allemagne (SPD). Il est membre du Bundestag allemand, depuis septembre 2021, porte-parole pour les questions queers depuis février 2022 et porte-parole pour la politique de défense du groupe parlementaire du SPD au Bundestag. Il était responsable administratif de Arrondissement de Hambourg-Mitte entre février 2016 et septembre 2021. 
Pour les élections du Bundestag de 2025, il est candidat direct du SPD dans la 18e circonscription. 

## Vie et carrière
Droßmann est fils d’un conducteur de bus et d’une femme de ménage et grandit à Wipperfürth dans l’arrondissement du Haut-Berg. Après la Seconde, il quitte le lycée et suit une formation auprès de la police de la Rhénanie-du-Nord-Westphalie. En 1994, il entre au lycée Michelstadt, où il obtient son Abitur en 1997. 
Par la suite, il commence son service militaire dans la carrière des officiers en unité, et poursuit des études d’histoire entre 1999 et 2003 à l’actuelle Université Helmut-Schmidt (Université de la Bundeswehr Hambourg) où il obtient le diplôme de Magister artium. En 2005, il est nommé militaire de carrière et reçoit la Décoration des forces armées allemandes en argent. Il devient alors responsable de filière à l’Université Helmut-Schmidt, où il exerce les pouvoirs disciplinaires d’un commandant de bataillon. Au cours de son service, il a également été soldat de maintien de la paix des Nations unies. Depuis son élection à un « mandat municipal d’élu local à durée déterminée », son statut de soldat est suspendu. 
Droßmann est ouvertement homosexuel et marié à son partenaire Denny depuis le 1er octobre 2017, date de l’entrée en vigueur du mariage pour tous en Allemagne. Il est de confession protestante-luthérienne.

## Fonction politique
En 2001, il rejoint le SPD, pour lequel il est d’abord actif à Hambourg au sein du comité local de Billstedt, du comité d’aide à la jeunesse et du comité citoyen. Depuis 2004, il est membre de l’assemblée d’arrondissement de Hambourg-Mitte, où il préside le groupe social-démocrate. En 2014, il est réélu en tête de liste du SPD et confirmé dans ses fonctions de chef du groupe social-démocrate, dirigeant ainsi la coalition rouge-verte de l’arrondissement.
Le 25 février 2016, il est nommé responsable administratif de l’arrondissement Hambourg-Mitte, en succédant à Andy Grote, devenu sénateur de l’Intérieur de la ville de Hambourg.
Lors des élections fédérales allemandes de 2021, il remporte le mandat direct pour la 18e circonscription, Hambourg-Mitte, et devient député au Bundestag. Il siège à la Commission de la défense, à la Commission des affaires étrangères, ainsi qu’à la Commission des droits de l’homme et de l’aide humanitaire.
En février 2022, il est élu porte-parole pour la politique queer du groupe parlementaire SPD au Bundestag. Depuis mars 2022, il siège également à la Sous-commission pour le désarmement, le contrôle des armements et la non-prolifération nucléaire.
Le 8 octobre 2024, il devient porte-parole pour la politique de défense du groupe parlementaire SPD.

## Prises de position et controverses

### Interdiction de la campagne électorale du ministre turc des Affaires étrangères
Droßmann suscite l’attention à l’échelle nationale lorsqu’il interdit au ministre turc des Affaires étrangères Mevlüt Çavuşoğlu (AKP) de tenir un meeting électoral à Hambourg-Wilhelmsburg dans le cadre de la campagne présidentielle turque de 2017. 
Le soir même, Çavuşoğlu accuse Droßmann et la République fédérale d’Allemagne — depuis le balcon du consulat turc à Hambourg-Uhlenhorst et devant plusieurs centaines de spectateurs — d’entretenir une « hostilité systématique envers la Turquie » et de « réprimer systématiquement les citoyens turcs en Allemagne ».

### Interdiction d’une distribution du Coran
En 2016, Droßmann est le premier responsable en Allemagne à interdire la distribution d’exemplaires du Coran dans le cadre de la campagne salafiste « Lies! » (« Lis ! »).  
La légalité de sa décision a été confirmée en 2020 par le tribunal administratif.

### Rénovation de logements vacants contre la volonté du propriétaire
En 2017, Droßmann — engagé prioritairement dans la politique sociale — utilise la loi hambourgeoise sur la protection du logement pour procéder, par exécution d’office, à la rénovation de plusieurs logements vacants contre la volonté de leur propriétaire, afin de les remettre en location.  
À la suite de cette mesure, il est invité à plusieurs reprises dans des parlements régionaux et conseils municipaux pour présenter son initiative.

## Affiliations
Falko Droßmann est membre de la section allemande de l’Union des Fédéralistes Européens - Allemagne (EUD).